# Mattihalli, Hirekerur
Mattihalli là một làng thuộc tehsil Hirekerur, huyện Haveri, bang Karnataka, Ấn Độ.